# 보른-오펜하이머 근사
보른-오펜하이머 근사(Born–Oppenheimer approximation)는 양자화학 및 분자물리학 용어로, 분자역학에서 가장 잘 알려진 수학적 근사이다. 구체적으로 말하면, 원자핵이 전자보다 훨씬 무겁다는 사실을 바탕으로 분자 내 원자핵과 전자의 파동 함수를 별도로 다룰 수 있다는 가정이다. 전자에 비해 핵의 상대적 질량이 더 크기 때문에 시스템의 핵 좌표는 고정된 것으로 근사화되는 반면 전자의 좌표는 동적이다. 이 접근법은 막스 보른과 그의 23세 대학원생 J. 로버트 오펜하이머의 이름을 따서 명명되었다. 후자는 양자역학 개발에 대한 뜨거운 열정이 있던 1927년에 이 방법을 제안했다.
이 근사는 분자 파동함수 및 큰 분자의 기타 특성 계산 속도를 높이기 위해 양자 화학에서 널리 사용된다. 분리 가능한 운동에 대한 가정이 더 이상 유지되지 않아 근사치가 타당성을 잃게 되는("파괴") 경우가 있지만, 그런 경우에도 근사치는 일반적으로 보다 세련된 방법의 시작점으로 사용된다.

## 같이 보기
- 이온화